# Боувенс, Антониус
Антониус Хубертус Мариа Боувенс (нидерл. Antonius Hubertus Maria Bouwens; 22 мая 1876, Хюнзел — 28 марта 1963, Бевервейк) — нидерландский стрелок, бронзовый призёр летних Олимпийских игр 1900 и призёр чемпионатов мира.
На Играх в Париже Боувенс участвовал в соревнованиях по стрельбе из пистолета и винтовки. В одиночном пистолетном состязании он занял 15-е место, набрав 390 очков. В командном его сборная заняла третье место, выиграв бронзовые медали.
В винтовочной стрельбе стоя он занял 28-е место с 238 очками, с колена 11-ю позицию с 296 баллами, и лёжа 26-е место с 278 очками. В стрельбе из трёх позиций, в которой все ранее набранные очки складывались, Боувенс стал 25-м. В команде он показал четвёртый результат, и она заняла 5-е место.
На чемпионате мира 1901 в Люцерне он стал серебряным призёром в винтовочной стрельбе среди команд. На чемпионате 1912 он получил бронзу в той же дисциплине. На соревнованиях 1914 он получил серебро в стрельбе из винтовки с трёх позиций.